# This Place Hotel
This Place Hotel (Heartbreak Hotel) – singel The Jacksons z albumu Triumph wydany w 1980 roku. Utwór został napisany przez Michaela Jacksona.
Utwór był wykonywany na żywo podczas Triumph i Victory Tour oraz w pierwszej części Bad World Tour.
Koncertową wersje utworu zarejestrowaną podczas koncertu w Madison Square Garden we wrześniu 1981 można znaleźć na albumie The Jacksons Live! oraz na B-side Brytyjskiej wersji singla P.Y.T. (Pretty Young Thing).

## Notowania
| Lista (1980)                      | Najwyższa pozycja |
| --------------------------------- | ----------------- |
| Billboard Hot 100                 | 22                |
| Billboard Hot R&B/Hip-Hop Singles | 2                 |
| UK Singles Chart                  | 44                |